# بشار السرحان
بشار السرحان(1 يناير1980) مطرب أردني

## عن حياته
ولد في 30-1-1980 في محافظة المفرق، ويسكن البادية الشمالية في منطقة مغير السرحان. قضى وقته متنقلاً بين الأردن والخليج العربي . بدأ مشواره الفني بأغنية «لا تهجري» التي اكسبته شهرة كبيرة. شارك عام 2006 ببرنامج نجم أغاني الذي أقيم في الإمارات العربية المتحدة، حيث فاز بالمركز الثالث.
يغني بلهجات مختلفة منها الأردنية والمصرية والسعودية وبعض اللهجات الخليجية على وجه العموم.
كما أدى عدداً من الأغاني الوطنية، أشهرها أغنية (عبد الله يا عونك) التي غناها للملك عبد الله الثاني بن الحسين.

## البومات
1. البوم سيرة حبي
2. البوم ياعبيد 2006
3. البوم محتاجك 2008
4. البوم أنت اللي خسران 2010

### اغاني منفردة
- يادنيا دوري 2005 - من البوم منوعات أردنيه
- الله على للي ضيع الحب ( لا تهجري ) 2005